# Frottage
El frottage (del francès "frotter", que significa fregar) és una tècnica artística que utilitza una superfície amb certa rugositat per a reproduir el relleu amb un paper a sobre. Fou inventada per l'artista surrealista Max Ernst i representà la descoberta de la sensació tàctil visual. Aquesta tècnica permet de descobrir característiques de l'objecte. Sembla a la tècnica oriental del fregament, que deixa la marca d'un objecte sobre un paper quan hom el deixa damunt.
En la il·lustració científica s'utilitza per a dibuixar fulles. I en l'arqueologia s'utilitza per a documentar petròglifs.
El 2016 Sihun Kim i Jae-Chol Moon crearen una animació de dibuixos fets mitjançant aquesta tècnica.
Hi ha una frase popular espanyola que, usada en un context surrealista, podria alhora tant identificar com desidentificar aquesta tècnica (en la seva concepció i motivació inicial i iniciàtica). De qualsevol de les maneres, la frase, en el seu aspecte més essencial, ens apropa al mètode paranoico-crític dalinià... La frase seria: "COMER Y RASCAR TODO ES COMENZAR".